# Melinaea erica
Melinaea erica är en fjärilsart som beskrevs av Rudolf Bargmann 1929. Melinaea erica ingår i släktet Melinaea och familjen praktfjärilar. Inga underarter finns listade i Catalogue of Life.